# إبراهيم ناجي
إبراهيم ناجي (31 ديسمبر 1898 – 27 مارس 1953) كان شاعرًا موسيقيًا ومؤلف ومترجم وطبيب مصري. وكان والده مثقفاً، مما ساعده على النجاح في عالم الشعر والأدب، كان من المساهمين في صحيفة السياسة التابعة لحزب الأحرار الدستوريين.

## نشأته
ولد الشاعر المصري إبراهيم ناجي في 31 ديسمبر 1898 في حي شبرا في القاهرة.
تخرج ناجي في (مدرسة الطب) عام 1922 وعُين حين تخرجه طبيباً في وزارة المواصلات، ثم في وزارة الصحة، وبعدها عيّن مراقباً للقسم الطبي في وزارة الأوقاف.
عاش في بلدته -أول حياته- المنصورة وفيها رأى جمال الطبيعة وجمال نهر النيل فغلب على شعره -شأن شعراء مدرسة أبولو-الاتجاه العاطفى. أصيب بمرض السكر في بداية شبابه فتألم كثيرا لذلك وتوفي عام 1953، عندما كان في الخامس والخمسين من العمر.